# Gongola
L'estat de Gongola és una antiga divisió administrativa de Nigèria. Va ser creat el 3 de febrer de 1976 amb les províncies d'Adamawa i Sardauna de l'estat del North-Eastern i la Divisió de Wukari del llavors estat de Benue-Plateau (que ja no existeix); Gongola va existir fins al 27 d'agost de 1991, quan va ser dividit en dos estats: Adamawa i Taraba. La capital de l'estat era la ciutat de Yola. Gongola va ser governat per un Consell Executiu.